# 顾大椿
顾大椿（1915年—2007年1月23日），籍贯江苏南京，生于上海，中华人民共和国政治人物，中华全国总工会原副主席、书记处书记、党组副书记，第五届全国人大代表，第六届全国人大常委会委员，第三届、第四届全国政协委员，第七届全国政协常委。

## 生平
1935年求学于南开大学，参与“一二·九”学生运动。1936年4月加入中国共产党。